# Brea
Brea ist eine Stadt im Orange County im US-Bundesstaat Kalifornien, Vereinigte Staaten, mit 47.325 Einwohnern (Stand: 2020). Das Stadtgebiet hat eine Größe von 27,3 km².

## Geschichte
Brea ist das spanische Wort für Pech oder Bitumen, das im benachbarten Carbon Canyon gefunden wurde. 1894 erwarb die Union Oil Company in der Gegend 1.200 Acre Land und begann 1898 mit der Erdölförderung. Eine nennenswerte Entwicklung des Ortes begann allerdings erst 1911, als die Siedlungen Olinda und Randolph unter dem Namen Brea zusammengelegt wurden und Geschäfte und kleinere Industriebetriebe zur Deckung des Bedarfs der Arbeiter und deren Familien entstanden. Brea wurde am 23. Februar 1917 offiziell als Gemeinde registriert. Zu dieser Zeit hatte der Ort 752 Einwohner.

## Wirtschaft, Verkehr, Tourismus
Die Erdölförderung florierte bis in die 1940er Jahre. Die Bedeutung der Orangenproduktion ging in den 1950ern zurück. In den 1970er und 1980er Jahren entstanden neue Wohn-, Industrie- und Gewerbegebiete sowie Vergnügungsstätten und das Einkaufszentrum Brea Mall. In der Nähe liegt die große Mülldeponie Olivia landfill.
Die Stadt liegt an der California State Route 57 (Orange Freeway). In der Nähe liegt der Carbon Canyon Regional Park mit Freizeiteinrichtungen und einem Bestand von Sequoia-Redwood-Bäumen, die durch Waldbrände wie im Jahr 2008 und Trockenheit bedroht sind.

## Söhne und Töchter der Stadt
- Craig Hosmer (1915–1982), Politiker und Vertreter Kaliforniens im US-Repräsentantenhaus
- Dottie Dodgion (1929–2021), Jazzsängerin und -Schlagzeugerin
- Kyle Fogg (* 1990), Basketballspieler